# Platinum (Alaska)
Platinum is een plaats (city) in de Amerikaanse staat Alaska, en valt bestuurlijk gezien onder Bethel Census Area.

## Demografie
Bij de volkstelling in 2000 werd het aantal inwoners vastgesteld op 41.
In 2006 is het aantal inwoners door het United States Census Bureau geschat op eveneens 41.

## Geografie
Volgens het United States Census Bureau beslaat de plaats een oppervlakte van
115,8 km², waarvan 115,6 km² land en 0,2 km² water.

## Plaatsen in de nabije omgeving
De onderstaande figuur toont nabijgelegen plaatsen in een straal van 88 km rond Platinum.